# Ambasada RP w Wellington
Ambasada Rzeczypospolitej Polskiej w Nowej Zelandii z siedzibą w Wellingtonie (ang. Embassy of the Republic of Poland in Wellington) – polska misja dyplomatyczna w stolicy Nowej Zelandii.

## Historia
Polska utrzymywała z Nową Zelandią stosunki dyplomatyczno-konsularne od lat 30. XX w.
W okresie od listopada 1940 do 1 stycznia 1945 w Wellington funkcjonowała placówka w randze konsulatu generalnego, a do 1 lipca 1945 – w randze konsulatu. W okresie od 1 grudnia 1940 do 1945 funkcję konsula generalnego pełnił Kazimierz Antoni Wodzicki.
PRL nawiązała stosunki dyplomatyczne z Nową Zelandią 1 marca 1973. Początkowo ambasador akredytowany był z Canberry. Szef polskiego przedstawicielstwa w Wellington (Biuro Radcy Handlowego) był w randzie chargé d’affaires i podlegał ministrowi gospodarki. Ambasada RP w Wellingtonie powstała w 2004.

## Konsulaty honorowe RP w Nowej Zelandii
- Auckland – konsul honorowy Bogusław Nowak (język konsula: polski, angielski)
- Christchurch – konsul honorowy Diane Winsome Dormer (język konsula: angielski)